# Amina Chenik
Amina Chenik, née le 28 janvier 1962 à Tunis, est une nageuse tunisienne.

## Carrière
Amina Chenik remporte aux championnats d'Afrique 1977 la médaille d'argent du 100 mètres dos et du 200 mètres dos et la médaille d'or des relais 4 x 100 mètres quatre nages et 4 x 100 mètres nage libre.
Elle est médaillée de bronze du 100 mètres dos et du 200 mètres dos aux Jeux africains de 1978 à Alger.

## Famille
Elle est la petite-fille de l'homme politique M'hamed Chenik.